# جورج شيلدز
جورج شيلدز (بالإنجليزية: George Shields)‏ هو سياسي أسترالي، ولد في 6 نوفمبر 1854، وتوفي في 7 مايو 1933 في لاونسستون في أستراليا. انتخب عضو مجلس نواب تسمانيا.